# Хътчинсън (окръг, Тексас)
Вижте пояснителната страница за други значения на Хътчинсън.
Окръг Хътчинсън (на английски: Hutchinson County) е окръг в щата Тексас, Съединени американски щати. Площта му е 2318 km², а населението - 23 857 души (2000). Административен център е град Стинет.